# Ханово
Ханово е село в Югоизточна България. 
На 12 км южно от гр.Ямбол се намира с.Ханово, разположено на малки височини в Тунджанската долина, на десния бряг на р.Тунджа

## География
Разположено е на десния бряг на река Тунджа, на 15 км южно от град Ямбол.

## История
Старото име на селото е Гаргакьой Преди 1878 г. е било населено с черкези, които се изселват след Освободителната война.

## Редовни събития
6-ти май (Гергьовден) е празникът на селото. Почти всяка година се провеждат мероприятия на центъра на селото.
Редовно се празнува Лазаровден, като играят лазарки и ходят до всяка къща за здраве и късмет. 
Всяка година има и коледари.

## Други
На Ханово е наречена улица в квартал „Христо Смирненски“ в София (Карта).